# Julia Möller
Julia Möller   (Montevideo, 1949) és una model, presentadora de programes de televisió i empresària uruguaiana.

## Biografia
Nascuda a Montevideo, el seu pare era descendent de noruecs. La seva àvia materna va ser Julia Arévalo, legisladora comunista. Va ser escollida Miss Uruguai l'any 1969, i va concursar per Miss Univers el 1969.
Va fer de periodista al programa «En Vivo y en Directo», en les tardes del Canal 12. Va treballar en diversos mitjans, sent l'única presentadora del tancament del Canal 4 anomenat «Punto Final». El programa tancava l'emissió de canal, i en el mateix es desenvolupaven notícies i entrevistes, i en el comiat es finalitzava amb una reflexió, i la lectura de la programació de canal de l'endemà. Amb posterioritat va dirigir el programa de Canal 5 «Periscopi», un programa cultural.